# アガロク
アガロク (Agalloch) は、1995年にアメリカで結成されたフォークメタル/ブラックメタル・バンド。

## 略歴
1995年、ジョン・ハーグムとシェーン・ブレイヤーによって結成される。
1996年の初めに二人は曲作りを開始した。夏の間にドン・アンダーソンが加入。この年の秋には最初のデモがリリースされる。レコーディングのすぐ後にジェイソン・ウォルトンが加入。
1998年、バンドはレーベルを見つけるためにデモをレコーディングする。このデモがジ・エンド・レコードから注目され、彼らは契約を結ぶことになる。 こうしてできたアルバムが1stアルバム『Pale Folklore』である。このアルバムでは以前ほどブラックメタルの影響がみられず、より多くのフォークの要素や新古典主義音楽的な間奏が取り入れられている。レコーディングが終わるとブレイヤーは音楽への情熱を失ったことを理由にバンドを離れている。
未発表曲を収録した『Of Stone, Wind and Pillor』をリリース。ネオフォークバンドSol Invictusの「Kneel to the Cross」のカバーが収録されている。
2001年から2002年にかけて2ndアルバム『The Mantle』をレコーディングする。ポストロックの影響が色濃い作風となった。楽曲「The Lodge」では鹿の骨を蹴って出した音を使うなど、実験的なことも行われている。
2003年3月6日、『The Mantle』のリリース後、 バンドはポートランドで初めてのライブを行う。
2006年、3rdアルバム『Ashes Against the Grain』をリリース。
2008年、EP『The White』をリリース。これは2004年から2007年にかけて作られたフォーク、ダークアンビエントトラックを集めたものである。「The Isle of Summer」、「Sowilo Rune」、「Summerisle Reprise」の3つの楽曲は映画『ウィッカーマン』をテーマにしたものである。後者の2曲はこの映画からのサンプリングを使っている。「Birch White」は英国の詩人、A.S.J. Tessimondによる『Birch Tree』から詩を借りている。
2010年、4枚目のアルバム『Marrow of the Spirit』をリリース。本作品の制作に関して、あるインタヴューでジョンはこう答えている。「俺たちはもっと生き生きとして、リアルだと感じられるようなアルバムを作りたかったんだ。この前のアルバムは少し機械化されすぎていたし、洗練されすぎだった。もうそういうのにはうんざりしていた。だから、俺たちは最初のアルバムやデモで使っていたような古いやり方に戻ることにしたんだ。有機的な感覚を取り戻すためにね。」
2012年、EP『Faustian Echoes』をリリース。今までで最長の21分にも及ぶ1曲のみが収録されている。ゲーテの『ファウスト』を引用した曲で、ヤン・シュヴァンクマイエルの映画『ファウスト』からサンプリングも使われている。
2016年、バンドのFacebook上で解散を発表。
2023年に再結成。解散時のメンバーのうちドラマーのデッカーが復帰せず、ハンター・ジン (Ds)が加入している。

## 音楽的特徴など
アガロクのテーマは自然の美しさ、哀愁、先祖伝来のペイガニズムへの言及である。
あるインタビューで彼らはカタトニア、ウルヴェル、ザ・サード・アンド・ザ・モータル、スワンズ、 ゴッドスピード・ユー!・ブラック・エンペラーからの影響を公言している。また、映画監督の アレハンドロ・ホドロフスキー、ジム・ジャームッシュ、イングマール・ベルイマンの名も挙げている。

## メンバー
- ジョン・ハーグム (John Haughm) ：ボーカル、ギター、1975年9月14日生まれ。 アメリカのオレゴン州ポートランド出身。2004年まではドラムスも担当していた。
- ドン・アンダーソン (Don Anderson) ：ギター、アメリカ出身。2011年に自身が教鞭をとるワシントン大学で英文学の博士号を取得した。
- ジェイソン・ウィリアム・ウォルトン (Jason William Walton) ：ベース。
- ハンター・ジン (Hunter Ginn)　 ：ドラムス

### 旧メンバー
- シェーン・ブレイヤー (Shane Breyer)：キーボード
- クリス・グリーン (Chris Greene)：ドラムス
- エソップ・デッカー (Aesop Dekker) ： ドラムス、1970年10月1日生まれ。

## ディスコグラフィ

### スタジオ・アルバム
- Pale Folklore (1999年)
- The Mantle (2002年)

The Hawthorne Passageの7:46から7:50は映画『第七の封印』のサンプリングである。アウトロの台詞は映画『Fando y Lis』からサンプリングしたもの(スペイン語)である。
- Ashes Against the Grain (2006年)
- Marrow of the Spirit (2010年)
- 『ザ・サーペント&ザ・スフィア』 - The Serpent & the Sphere (2014年)

### ライブDVD
- The Silence of Forgotten Landscapes (2009年)

### EP
- Of Stone, Wind and Pillor (2001年)
- Tomorrow Will Never Come (2003年)
- The Grey (2004年)
- Agalloch / Nest|Split (2004年)
- The White (2008年)
- Faustian Echoes (2012年)

### デモ
- From Which of This Oak (1997年)
- Promo 1998 (1998年)